# Енсон Дікінсон
Енсон Дікінсон (англ. Anson Dickinson; 19 квітня 1779—9 березня 1852) — американський художник-мініатюрист, автор численних робіт.

## Біографія
Народився 19 квітня 1779 в графстві Лічфілд, штат Коннектикут, в сім'ї теслі Oliver Dickinson Junior (1757—1847) і його дружини Anna Landon Dickinson (1760—1849); був старшим з десяти дітей.
Деякий час Енсон був учнем Ісаака Томпсона, срібляра в Лічфиіді. Перед тим як стати художником-мініатюристом, Дікінсон працював з емаллю, робив рами і розписував знаки. У квітні 1802 в газеті Нью-Гейвена Connecticut Journal рекламу своєї майстерні мініатюрного живопису. Перша відома його робота датована 1803 роком. У липні 1804 році Дікінсон здійснив поїздку в Нью-Йорк, де Едвард Мелбон написав його також мініатюрний портрет. Повернувшись в Коннектикут, продовжував створювати портрети місцевих жителів. У 1805 році він почав подорожувати по країні і це стало його звичкою, яка тривала більшу частину життя.
У 1810 році в Олбані він зустрівся з Вашингтоном Ірвінгом, який запропонував Енсон виставляти свої роботи. Згодом художник експонувався з 1811 по 1815 роки, зокрема, виставлявся в Пенсільванської академії мистецтв, Національної академії дизайну, Американської академії образотворчих мистецтв і Boston Athenaeum. У 1816 році Енсон Дікінсон став одним з перших, хто був обраний в Американську академію образотворчих мистецтв. Одружився в 1812 році в Нью-Йорку на Sarah Brown Dickinson (1779—1852).
Кілька разів за свою кар'єру Дікінсон знімав студію в Нью-Йорку. Давав газетну рекламу, яка приносила йому замовлення і дохід. У Нью-Йорку жив з сім'єю до 1820 року. У 1823 році в Бостоні він зустрівся з відомим художником Гілбертом Стюартом, який був вражений роботами Дікінсона і замовив йому себе і своєї дочки. Близько 1824 року Енсон Дікінсон усиновив двох дітей, батьки яких померли — Mary Ann Walker і William Edmund Walker. Сім'я жила в Мілтоні.
З 1827 по 1830 роки художник жив у Вашингтоні, округ Колумбія, малюючи портрети багатьох політичних і військових лідерів. Також відвідав і працював в Олбані, Нью-Йорку, Чарльстоні, Бостоні, Філадельфії, Балтиморі, Нью-Гейвені, Буффало і деяких містах Канади. У 1833 році на деякий час оселився в Нью-Гейвені. Повертаючись до сім'ї в Мілтон, писав портрети жителів Лічфілда. Остаточно повернувся і осів в Мілтоні в 1846 році, присвятивши себе сімейному житті і садівництва до самої смерті. Незважаючи на свій успіх, Енсон Дікінсон не став багатою людиною.
Помер 9 березня 1852 року у рідному місті і похований на кладовищі Milton Cemetery, де пізніше в липні цього ж року була похована його дружина.

Галерея работ
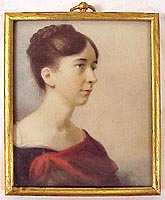
Mary Ann Walker Dickinson
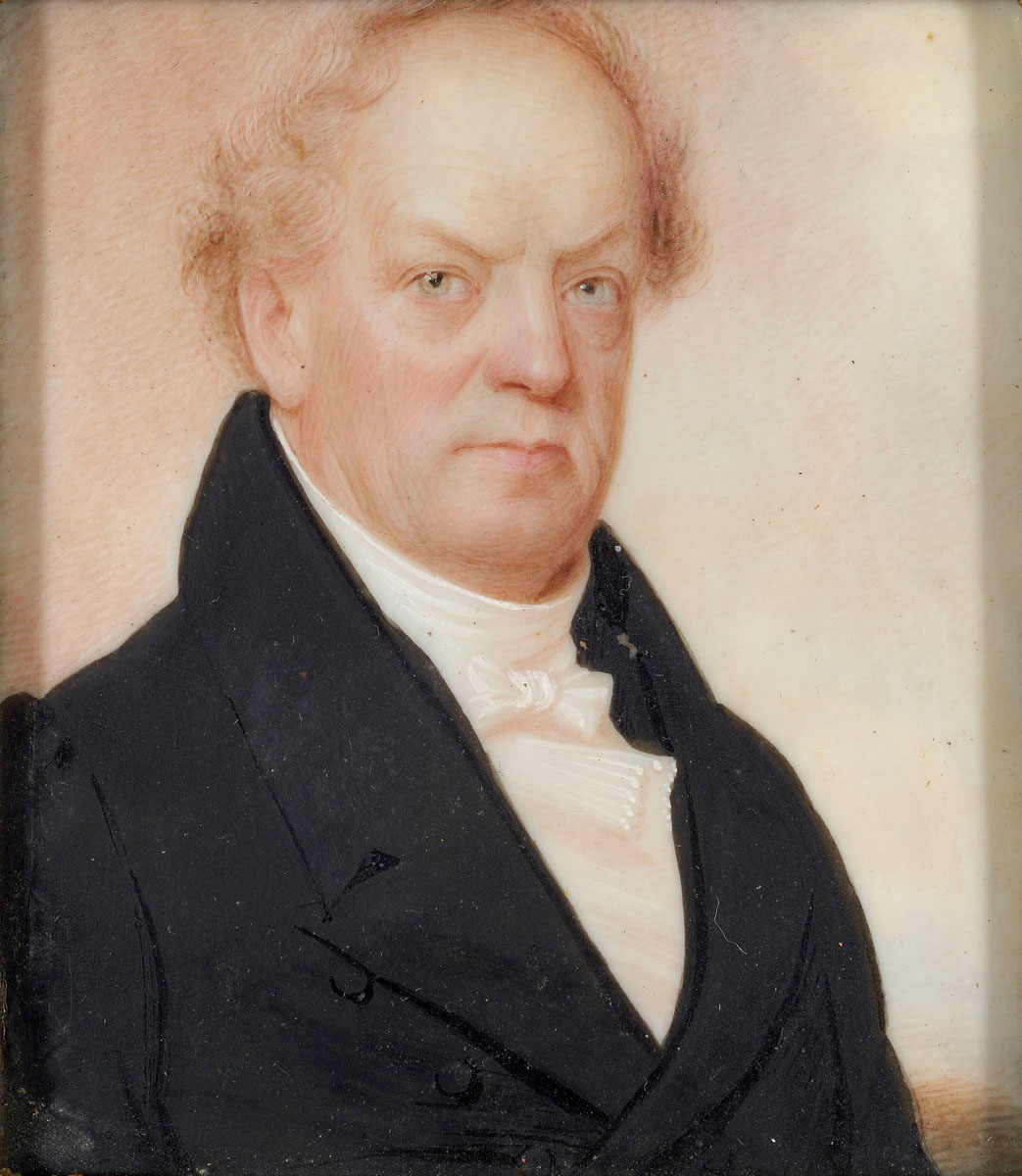
Frederick Wolcott
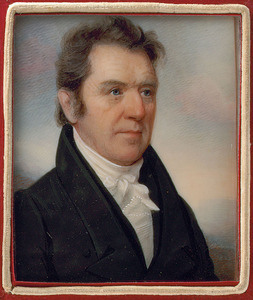
Asa Bacon
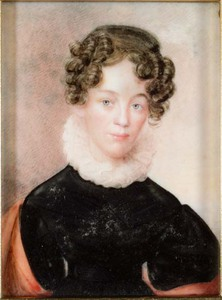
Lucy Sheldon Beach
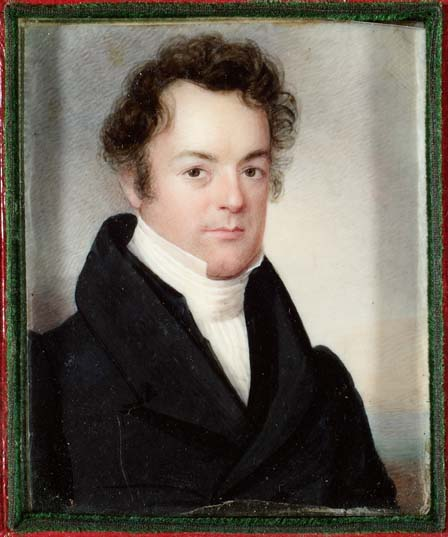
Attorney Charles Perkins